# Vue International
Vue International (/vjuː/, ligesom "view"), er et multinationalt biografholdingselskab med base i London, England. Det opererer i Storbritannien og Irland som Vue, med internationale aktiviteter i Danmark og Tyskland (som CinemaxX); Italien (som The Space Cinema); Polen og Litauen (Multikino); Holland (Vue Holland); Taiwan (SBC Cinemas).

## Oversigt
Vue International driver over 200 steder og omkring 2.000 lærreder på verdensplan.
| Land                     | Lokalt navn               | Yderligere informationer   |
| ------------------------ | ------------------------- | -------------------------- |
| Storbritannien og Irland | Vue UK & Ireland          | 91 biografer, 870 lærreder |
| Tyskland                 | CinemaxX                  | 31 biografer, 264 lærreder |
| Danmark                  | CinemaxX                  | 3 biografer, 32 lærreder   |
| Italien                  | The Space Cinema          | 36 biografer, 362 lærreder |
| Polen                    | Multikino                 | 44 biografer, 316 lærreder |
| Litauen                  | Multikino                 | 1 biograf, 7 lærreder      |
| Holland                  | Vue Nederland             | 19 biografer, 115 lærreder |
| Taiwan                   | SBC International Cinemas | 1 biograf, 20 lærreder     |